# Erie Railroad
La Erie Railroad Company (acronimo ERR) è stata una delle più antiche società ferroviarie degli Stati Uniti d'America. Alla fondazione il suo nome era New York and Erie Railroad; nel 1861 assunse quello più breve di Erie Railway. Dal 1976 è parte della Conrail.

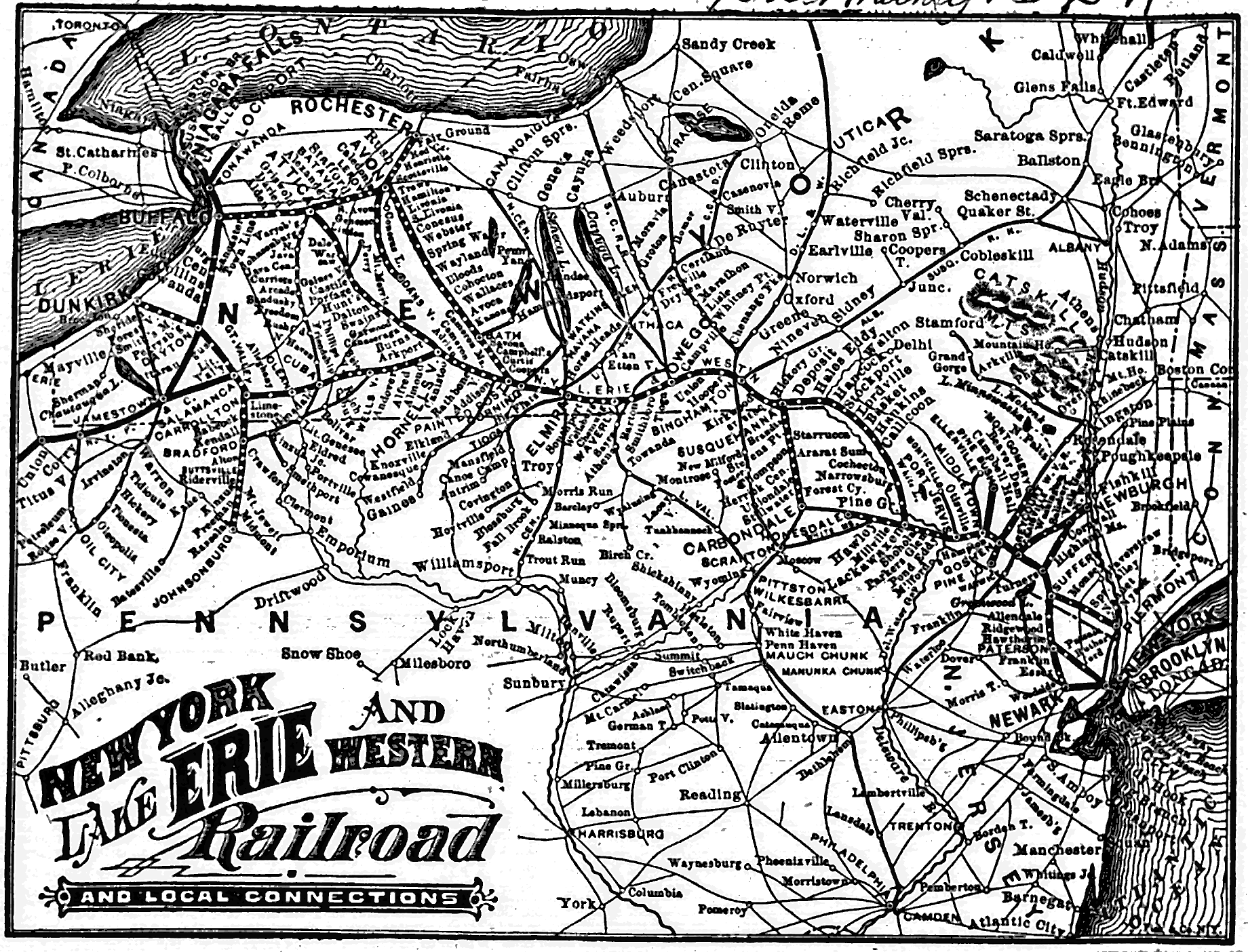
Mappa della rete nel 1884

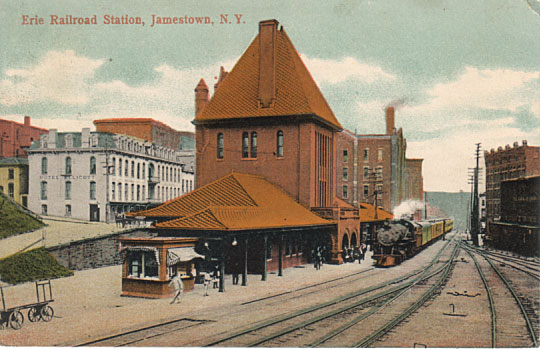
Stazione di Jamestown della ERR

Gli inizi risalgono al 24 aprile 1832 quando venne fondata la società con lo scopo di collegare Piermont sul fiume Hudson (a nord di New York City) con Dunkirk sul Lago Erie, che venne raggiunta nel 1851, continuando poi per il resto della regione dei Grandi Laghi. Fu una impresa di grande successo economico e la ferrovia venne poi estesa verso l'ovest, Cleveland e Chicago.
La ferrovia fu costruita a scartamento largo di 1.829 mm (6 piedi); dal 1878 in poi fu dotata di una terza rotaia per permettere la circolazione a rotabili e treni di altre ferrovie a scartamento normale.
Nel 1885 la tratta a scartamento largo fu ricostruita a scartamento normale da 1.435 mm.
La ferrovia fu la più grande impresa ferroviaria in cui furono coinvolti, nel 1872, Daniel Drew, Cornelius Vanderbilt, James Fisk e Jay Gould.
Nel 1960 l'azienda si fuse con la Delaware, Lackawanna & Western Railroad divenendo Lackawanna Erie Railroad. Nel 1976 entrò a far parte della Conrail.
È nota anche per l'importante sentenza della Corte Suprema Federale degli Stati Uniti nel caso Erie R.r. vs Tompkins (inserito nell'United States Report del 1938 n-304) poiché in questa sentenza l'Alta Corte ha dichiarato che non esiste negli Stati Uniti un "federal common law" ma in caso di assenza della legislazione statale bisogna applicare "the law of the state" rifuggendo dalla tesi, prima eminentemente sostenuta dal giudice Story nella celebre sentenza Swift contro Tyson.

## Date di attivazione
- Piermont - Goshen 	 22 settembre 1841
- Goshen - Middletown 	 7 giugno, 1843
- Middletown - Otisville 3 novembre, 1846
- Otisville - Port Jervis 6 gennaio, 1848
- Port Jervis - Binghamton 28 dicembre, 1848
- Binghamton - Owego 	 1º giugno, 1849
- Owego - Elmira 	 2 ottobre, 1849
- Elmira - Corning 	 1º gennaio, 1850
- Corning - Hornellsville 1º settembre, 1850
- Hornellsville - Dunkirk 15 maggio, 1851